# Гвент (королевство)
Гвент (валл. Gwent) — одно из кельтских королевств средневекового Уэльса, которое занимало земли в междуречье Уая и Аска, в юго-восточной части бывшей территории расселения племени силуров, наиболее романизированном регионе Уэльса. Название королевства происходит от имени его столицы — Кайрвент, которое, в свою очередь, представляет собой усвоенную кельтами Венту Силуров (лат. Venta Silurum), гражданский центр римской администрации в этих местах. Как минимум территория Уилтшира и большая часть Сомерсета и Хэмпшир был частью древнего британского королевства, которое кельты называли Гвент, что описывает открытые холмы графства , которые также охватывали территории, которые позже принадлежат Сомерсету и Уилтширу.
Легендарным основателем королевства средневековые источники указывают Карадога Врейхвраса, который был, очевидно, назван в честь героя силуров Каратака, и, вполне вероятно, был представителем кельтской династии связанной с местной римской аристократией. Время образования королевства относят к V веку, в начале которого состоялся уход из Британии римских легионов.
Династические процессы в Гвенте привели в конце VI века к выделению королевств Феррег (Fferreg) и Эргинг (Ergyng), а основным внешним фактором для Гвента стало падение бриттских государственных образований в Глостере и Бате после битвы при Дирхеме в 577 году, в результате чего англосаксы вышли к границам Гвента. В VII веке в Гвенте приходит к власти новая династия. Мейриг ап Теудриг, король Гливисинга, находящегося на западе от Гвента в междуречье Тауи и Аска, становится также королём Гвента. В дальнейшем история обоих валлийских королевств была тесно связана, потомки Меурига правили и Гвентом и Гливисингом до их падения, кроме того, неоднократно оба королевства управлялись одним монархом. С именем Меурига и его отца связано одно из важнейших событий в ранней валлийской истории — битва при Тинтерне, произошедшей в VI веке, в которой войска южного Уэльса одержали победу над англосаксами, остановив их экспансию и определив границу по Уаю. Также Меуриг вернул посредством брака Эргинг.
Тенденция к объединению с Гливисингом и централизации продолжалась до начала VIII века, когда Ител ап Морган стал правителем обоих королевств. Одновременно с ним или же после него, в Гвенте до 755 года, правил некий Брохвайл, которого один источник называет его сыном, а другой отчеством «ап Рис». Под этим Рисом подразумевают либо дядю Итела, то есть брата Моргана, либо сыном Нудда Щедрого, согласно Genealogies from Jesus College MS 20. Родослов XVI века, Грифид Хиратог, считает упомянутого, в раннее названой генеалогии, Брохвайла, не сыном Риса, а его правнуком, «Брохфаел ап Меуриг ап Артфаел ап Рис». Однако Питер Бартрум и вовсе допускает, что, возможно, родословная Брохвайла как сына Риса — фикция или ошибка. При потомках Итела сложилась система управления этими территориями, которая просуществовала до X века, и в соответствии с которой две ветви династии Мейрига делили между собой власть в Гвенте и Гливисинге. При этом, титул короля Гливисинга имел больший статус, и зачастую название Гливисинг распространялось на земли обоих королевств. В то же время, восточная часть не теряла своего имени — Гвент, сохранялся и титул короля Гвента. Так Ассер, повествуя о взаимоотношениях Альфреда с валлийцами, чётко разделяет братьев Брохвайла и Френвайла, королей Гвента, и короля Гливисинга — Хивела ап Риса. Аналогично, источники начала X века говорят о королях Грифиде, Кадугане и Каделле, современниках Хивела Доброго. С другой стороны, жалованные грамоты правителей Гвента и Гливисинга, равно как и хроники, не дают возможность говорить о какой-то фиксированной территории у каждого из них, они перемещали свои дворы в пределах всех земель королевств, которые составляли собой мозаику из их владений.
Середина X века была ознаменована правлением ещё одного монарха, объединившего королевства под своей рукой. Морган Старый и Великий, получив Гвент от отца в 931 году, подчинил себе Гливисинг и основал объединённое королевство, названное в его честь Морганнуг или Гулад-Морган («Страна Моргана», валл. Gwlad Morgan), в которое входили практически все земли юго-восточного Уэльса, за исключением потерянного в пользу Мерсии Эргинга и полуострова Гауэр, отошедшего к Дехейбарту. Второе название страны Моргана сохранилось в имени лордства, а затем английского графства, Гламорган.
Со второй половины X века в Морганнуге происходит появление новых сил, когда представители рода Мейрига продолжают носить королевские титулы, но зарождаются и новые династии, оспаривающие у них эти права. Так в 950 году в Гвенте объявляется некий Ноуи ап Гуриад, неизвестного происхождения, который именует себя королём Гвента и удерживает большую часть земель. Ему наследуют его сын Артвайл и внуки Родри и Грифид, сыновья Элиседа. В 1015 году в качестве короля Гвента указывается некий Эдвин, и, наконец, чуть позднее этого времени в Гвенте получает власть Ридерх ап Иестин, чьи потомки принимают титул королей Гвента и Морганнуга, и с которого начинается активное участие юго-восточного Уэльса во внутриваллийских политических смутах XI века. Ридерх после смерти Лливелина ап Сейсилла, короля Гвинеда и Дехейбарта, подчиняет себе силой Дехейбарт, и удерживает за собой весь южный Уэльс на протяжении 10 лет до 1033 года, когда он согласно «Хронике принцев» гибнет от рук ирландцев при неясных обстоятельствах. Сын Ридерха — Грифид тоже не ограничивается Гвентом, и как и отец захватывает Дехейбарт себе, когда король Гвинеда Грифид ап Лливелин, изгнавший нового короля Дехейбарта — Хивела ап Эдвина, отвлекается от своего собирания Уэльса на отражение очередного вторжения англосаксонского войска на восточных границах. В течение десятилетия Грифид ап Ридерх правит южным Уэльсом, однако терпит поражение от Грифида ап Лливелина, которому в результате всё таки удаётся объединить весь Уэльс под одной короной.
Грифид ап Лливелин в 1063 году терпит поражение от Гарольда Годвинсона и гибнет, объединённый Уэльс вновь распадается на составлявшие его королевства. Гвент остаётся под властью Гарольда, и тот начинает строить в Портскевете свой замок, однако в этот момент на историческую арену выходит Карадог, сын Грифида ап Ридерха, который нападает на замок и отбивает его, подчиняя себе Гвент, затем под его власть подпадает и Гливисинг. После этого Карадог, следуя традиции отца и деда, ввязывается в борьбу за власть над Дехейбартом с его королями Маредидом и Рисом, сыновьями Оуайна, а потом с Рисом ап Теудуром. Параллельно с усобицей на западе Морганнуга, на восточных границах происходило становление нормандского графства Херефорд, первого элемента военно-феодального образования, известного под названием «Валлийская марка». Активная деятельность Вильяма Фиц-Осберна, графа Херефорд, по формированию линии обороны из ряда возведённых им замков (Монмут, Карисбрук, Чепстоу и Вигмор), закрывших пути из южного Уэльса в Англию, а затем и его вторжения в сам Уэльс, привели к тому, что графу удалось установить английскую власть в Гвенте в начале 1070-х годов. В составе Валлийской марки на бывшей территории Гвента образовался ряд лордств марки: Абергавенни, Кайрлеон, Чепстоу, Эуйас, Гвинллуг, Монмут и Аск. В 1535 году сохранившиеся лордства марки равно как и земли, перешедшие в королевский домен, расположенные на землях, ранее входивших в Гвент, во исполнение Акта о Законах Уэльса были включены в состав новообразованного графства Монмутшир.

## История

### Становление
Эта территория была населена ещё в Палеолит, с мезолитическими находками в Голдклиффе и свидетельством растущей активности в эпоху бронзы и железного века.
Гвент появился после того, как римляне покинули Великобританию и стали государством-преемником, опиравшимся на культуру доримского племени Силуров и, в конечном счёте, большую часть их территорий железного века. Гвент получил своё название от столицы, Вента Силурум, возможно, означающего «Рынок Силуров». В постримский период территория вокруг Вента стала царством-преемником Гуэнта, позднее Гвентом, получившим своё название через обычное изменение звука на языках бритов из «В» в «Гу». Сам город стал Каэр-Вент, «Форт Вента». В отличие от других валлийских территорий жители Каервента и Каерлеона сохраняли использование защищаемых римских городских стен в течение всего периода.

### Ранний период
Средневековое королевство традиционно считалось районом между Аском, Уай и устьем Северна. К северу, территория прилегающая к Эвиас и Эргинг (позже известная как «Арченфилд»). Согласно старым валлийским генеалогиям, основоположником королевства был Карадог Сухорукий. Самый ранний центр королевства, возможно, был в Каэр-Венте, римский административный центр, или, возможно, Каэр-Леон, ранее являвшийся крупной римской военной базой. Валлийские святые, такие как Дифриг, Татиу и Кадок Мудрый христианизировали этот район с V века. Согласно традиции, около VI века Карадок перевёл свой двор из Каэр-Вента в Портскеветт, возможно, где ныне Судбрук. Другие предложения заключаются в том, что Гвент был основан Эрбом, возможно, потомком Карадока, который, возможно, был правителем Эргинга к востоку от Чёрных гор, который получил контроль над более широкой областью на юг.
Позднее христианский монарх Гвента, Теудриг, который был смертельно ранен, отражая вторжение поганых Саксов. Его сын Мейриг, возможно, был ответственным за объединение Гвента с Гливисингом, что к западу, путём бракосочетания. Было высказано предположение, что сын Мейрига, Атруис, может быть прототипом Короля Артура, хотя другие считают это маловероятным.
Временами в VIII веке Гвент и Гливисинг, похоже, сформировали единое королевство. Гвент также, возможно, имел распространение к востоку от реки Уай в районы, известные как «Кантреф Коч», который позже стал называться Дином. Его восточная граница позже была установлена по реке Уай, возможно, впервые определённой Оффой в конце VIII века и, конечно же, Этельстаном Английским в 927 году. Район к западу от реки Аск назывался Гвинллугом, который был частью Гливисинга.

### Морганнуг
В 931 году Морган ап Оуайн, позже известный как Морган Старый, был одним из валлийских правителей, которые подчинились господству Этельстана и посетили его при дворе в Херефорде. Тем не менее, Гвент оставался отличным валлийским царством. Примерно в 942 году Гвент и Гливисинг снова были временно объединены под именем Морганнуг, в честь Моргана Старого, но после его смерти они снова распались. В 1034 году Гвент был захвачен Канутом.

### Ликвидация
Существование Гвента как отдельного королевства снова временно закончилось, когда Грифид ап Лливелин получил контроль над этим районом и Морганнугом в 1055 году, таким образом расширяя своё господство над всем Уэльсом. Однако после его смерти в 1063 году, Карадог ап Грифид восстановил независимое королевство в Гвенте. В 1065 году в район вторгся Гарольд который попытался создать базу в Портскевете, но он был разрушен до основания Карадогом, а Гарольд, который к тому времени был коронованным королём Англии, был убит в битве при Гастингсе в следующем году.
Со вторжением Норманнов в Британию, которое простиралось на запад после 1067 года, область контроля Карадога переместилась в Дехейбарт на запад, вплоть до его смерти в 1081 году. К тому времени большая часть Гвента стала прочно контролироваться Норманнами. Однако конфликт с валлийцами продолжался с перерывами до 1217 года, когда Уильям Маршал отправил войска, чтобы отвоевать замок Каерлеон у валлийцев.
Норманны разделили площадь, в том числе те районы, которые они контролировали за рекой Аск, на маркизаты из Абергавенни, Каерлеон, Монмут, Стригуил и Аск. Они строили постоянные каменные замки, многие из которых представляли собой Мотт и бейли. Плотность замков этого типа и возраста является одним из самых высоких в Британии и, конечно же, остальные в валлийской марке, по крайней мере, на 25 замках, которые остались в Монмутшире до ныне.

### Наследие
Несмотря на исчезновение королевства в 1091 году, название «Гвент», оставалось в использовании в этом районе валлийцами в течение всего периода, а затем и последующих столетий. Он традиционно делился на лесные холмы Вентвуда на Гвент «вне леса» и Гвент «ниже леса». Эти термины транслитерировались на английский язык как Овервент и Незервент, причём вся область иногда называлась «Вентланд» или «Гвентланд».
Пограничные марки были основными подразделениями администрации в течение следующих 450 или около того лет, пока Генрих VIII не принял в 1535 году Закон об Уэльсе. Этот закон отменил господство марок и основал графство Монмутшир, объединив лордства к востоку от Аска с Ньюпортом и Каэр-Леоном к западу от него.
В XIX и XX веках писатели снова начали использовать название «Гвент» в романтическом литературном стиле, чтобы описать Монмутшир. В реорганизациях местных органов власти 1974/5 несколько новых административных районов в Уэльсе были названы в честь средневековых королевств — Гвент, Дивед, Поуис и Гвинедд. В 1996 году Гвент как подразделение местного самоуправления прекратил своё существование, когда его заменили унитарные административные единицы Ньюпорта, Блайнай-Гвент, Торвайн, Кайрфилли и Монмутшир. Название остаётся одним из сохранившихся графств Уэльса, используемым для определённых церемониальных целей, а также сохраняется в разных названиях, например. Полиция Гвент, Королевская больница Гвент, Коул Гвент и команда регби Ньюпорт Гвент Драконс.

## Генеалогия правителей Гвента

### Происхождение от Магна Максима
- Анун Чёрный, правитель южного Уэльса и якобы правитель Греции[32] сын Магна Максима[33]
  - Эднивед, годы жизни (373—410), правитель юго-зпадного Уэльса
    - Клидвин (Глоитгвин)
      - Клотри, правитель Диведа
        - Майлгун
        - Гулидера, замужем за Триффином Десси

    - Дивнуал

  - Теудвал[34][35].(Татал)[32], правитель юго-восточного Уэльса
    - Тейтрин[32][34][35]
      - Тейтфальт[32][34][35][36]
        - Теудриг[32][34][35][36] (ум.470[37], 527, 577 или 610 году[38].)

### Происхождение от Каратака
- Эйнит Вледиг
  - Артвайл ап Эйнуд, брат Эйдава Старого[39]
    - Гурган Фрих ап Артвайл[40]
      - Мерхион ап Гурган Фрих[13][41]
        - Мейрик ап Мейрхион[13], сын Эненни ферх Эрбик ап Мейрик ап Карадок[42]
          - Эрбик ап Мейрик
            - Эрбин, женат на дочери Константина(Кустенина), сына Магна Максима[43]
              - Пейбио
                - Кинфин
                  - Гурган
                    - Морган
                      - Святой Антрес

                    - Карадог, правитель Феррега (северного Эргинга) и Эрсинга в Каэр-Кери
                      - Каурдав
                        - Кау ап Каурдав
                          - Глоуи ап Кау
                            - Хоуи ап Глоуи
                              - Кинварх ап Хоуи
                                - Кунедаг ап Кинварх
                                  - Тудвал ап Кунедаг
                                    - Тегид ап Тудвал
                                      - Тангвид ап Тегид
                                        - Анарауд ап Тангвид
                                          - Гуэнди ап Анарауд
                                            - Гвэнон ап Гуэнди
                                            - Хид Хуган ап Гуэнди (ум.914)
                                              - Гвинги ап Хид Хуган
                                                - Хуган ап Гвинги
                                                  - Дрифин ап Хуган
                                                    - Мэнирх ап Дрифин
                                                      - Блетин (ум.1093)

                      - Каурдав, правитель Феррега

                    - Онбрауст, жена Мейрига, сына Теудрига
                    - Оуайн
                      - Гвитир
                        - Гвенхвифара 2-я жена Артура, сына Онбрауст и Мейрика

                - Гуидги
                - Кинуст
                - Ангваред
                - Теудур
                  - Лливарх
                    - Бриафал Фридиг
                      - Кенедлона, 1-я жена Артура, сына Онбрауст и Мейрика

                - две дочери

              - Иднерт
                - Тейтфаул (?)

              - Ниннио
                - Тейтфольт (?)
                - Лливарх (535?)
                  - Теудриг[32][34][35][36] (ум.470[37], 527, 577 или 610 году[38].)

  - Карадок ап Эйнит Вледиг
    - Кинвелин
      - Оуэн
        - Мейрион
          - Карадок
            - Инир Гвент, правитель кантревов Гвент Ис-Коед и Гвент Йух-Коед
              - Итон ап Инир Гвент
              - Татай Валлийский
              - Святой Махутес
              - Карадог ап Инир
                - Мейриг ап Энинни, кантрев Гвент Йух-Коед
                - Инир II ап Карадок, кантрев Гвент Ис-Коед
                  - Святой Кейдио
                  - Итон ап Инир

### Потомки Теудрига
- -     -       -         - Теудриг[32][34][35][36] (ум.470[37], 527, 577 или 610 году[38].)
          - Мейриг (род.467/487 ?)[44]
            - Арториус
              - Ител
              - Морган
                - Гурхитир[45]
                - Ител[13][46]
                  - Морган ап Ител[47][48] (правил до 710[49] или 715[50] года;умер ок. 730[51] или 735[52])
                  - Рис[13] правитель Гливисинга[46]
                  - Родри[13]

                - Эйнудд(Нудд[14]) Щедрый[13]
                  - Рис[14] правитель Гливисинга[46]
                    - Брохвайл
                      - Гуриад (?)

                    - Артвайл
                      - Мейриг
                        - Брохвайл
                          - Гуриад (Гуэйрид)[53]
                            - Артвайл[54]

                - Иднерт[13][53]
                - Морган (Морган II?)[55]
                - Антрес(Атруис?)[56]
                  - Морган ап Антрус[49] (правил до 710[49] или 715[50] года;умер ок. 730[51] или 735[52])
                    - Ител, примерные годы правления (710—745)[57]
                      - Фернвайл, годы правления (до 774[58] или 775[59] года)
                        - Гафран
                        - Мейриг
                        - Гурган
                          - Идваллон, годы правления (810—842)

                        - Атруир, годы правления (775—810)
                          - Ител, годы правления (810—848)
                            - Мейриг ап Ител, годы правления (848—849)

                          - Бледриг/Блейддиг[60]
                            - Хивайд ап Бледриг годы жизни (811—893), правитель Диведа
                              - Лливарх ап Хивайд, умер в 904 году, правитель Диведа
                                - Елена, замужем за Хивелом Добрым

                              - Риддерх ап Хивайд, убит в 905 году, правитель Диведа

                            - Алет
                              - Елена, замужем за Тудваллом Хромым, брата Каделла

                            - Ранхарад, замужем за Каделлом

                        - Гургафарн

                      - Родри, правитель в Гливисинге
                      - Рис, правитель в Гливисинге
                        - Домнгуарет
                        - Мейриг
                        - Артвайл, по другой версии сын Гуриада ап Брохвайла
                          - Рис
                            - Хивел
                              - Оуайн, годы правления (920—930)
                                - Гуэйридд, погиб в битве, в Гвинеде, в 873 или 878 году
                                - Кадуган, правил в Гливисинге
                                  - Гуриад

                                - Морган Старый, годы правления (942—955)
                                  - Идваллон (до 990[13]/1005[61])
                                    - Ител Чёрный[13]
                                    - Иестин[62]
                                      - Риддерх[62]
                                        - Мерхион[62]
                                          - Гургант[62]
                                            - Иестин ап Гургант[62], последний правитель Гвента.

                                  - Ител (ум.994)[63]
                                    - Гурган (ум.1030)[64][65]
                                      - Иестин (ум.1043)[64]
                                        - Ридерх[66]
                                        - Карадог (уб.1032)[65]
                                        - Грифид[67]
                                          - Меуриг[67]

                                  - Оуайн[13] (до 983[68]/1001[69])
                                    - Ител Чёрный[68][69]
                                    - Иестин (-1015)[13]
                                      - Ридерх[13]
                                        - Карадог (убит в 1033 году)[70]
                                          - Риддерх (убит в 1074 году)[70]

                                        - Рис
                                          - Мейрхион[70]

                                        - Грифид
                                          - Оуайн
                                          - Карадог, годы правления (1063—1081)
                                            - Оуайн, с 1081 года лорд Гвинллуга
                                              - Морган
                                              - Йорверт
                                                - Оуайн
                                                - Хивел
                                                  - Морган
                                                    - Гверфула, её муж Грифида ап Маредида, внука лорда Риса
                                                      - Маредид
                                                        - Морган

                                        - Мерхион[71]
                                          - Гургант
                                            - Иестин ап Гургант, последний правитель Гвента.

                                    - Рис (до 1000)[13][72]
                                    - Хивел[13]
                                      - Мейриг, годы правления (1045—1055)
                                        - Кадуган, претендент (1055—1074)
                                        - Рис

                                  - Хивел (913—1043)[63][73]
                                  - Блегиурид[64]
                                    - Айдан[13][64]
                                      - 4 сына или племянника

                                    - Артвайл[74]
                                      - Меуриг (уб.1020)[74]

                                  - Каделл[75]
                                  - Кинфин[76]

                                - Грифид
                                - Блегиврид
                                - Идваллон
                                - Рис

                              - Артвайл, правил в Гвенте до 916 или 927 года
                                - Каделл, годы правления (930—943)

                              - Мейриг до 843 года
                              - Идвал до 844 года
                              - Морган

                            - Артвайл Старый

                          - Мейриг, годы правления (849—860/874)
                            - Фернвайл, годы правления (до 880 года)
                            - Брохвайл, годы правления (880—920)
                              - Гуриад
                                - Ноуи, годы правления (955—970)

                          - Родри
                            - Брохвайл
                              - Гуриад
                                - Ноуи, годы правления (955—970)
                                  - Артвайл, годы правления (970—983)
                                  - Элисед
                                    - Родри, годы правления (983—1015)
                                    - Грифид, годы правления (983—1015)

                                - неизвестный по имени принц
                                  - Гуриад
                                    - Эдвин, годы правления (1015/1020-1045)

                        - Хивел
                        - Брохвайл

                      - Мейриг, правитель в Гливисинге
                        - Теудур

                    - Гайднерт, сын Моргана[77]

                  - Гвейднерт, брат Моргана[77]

            - Иднерт
            - Фриок
            - Паул
            - Комерег, епископ Гвента и Эргинга
            - Гвидген
            - Кейдио
            - Брохвайл
            - Гендог
            - Ллеухонерд
            - Кадваладр
            - Гвенонви, замужем за Гвиндафом Старым, сыном Будика[37][37][78][79]
            - Анна, замужем за Амуном Чёрным, сыном Будика[37][37][78][79]
            - Афрелла, замужем за Умбрафелом, сыном Будика[37][37][78][79]

## Список епископов Гвента
- Дивриг архиепископ
- Арвистл (VI век)
- Увелвиу (VI век)
- Гресейлис, во времена Мейрига и Кинфина ап Гурганта и брата его Нира[80] (VI век)
- Комерег (конец VI века)
- Одоцей (до 615/630 года)
- Бертуин (до начала VIII века)